# Hatiora cylindrica
Hatiora cylindrica är en kaktusväxtart som beskrevs av Nathaniel Lord Britton och Joseph Nelson Rose. Hatiora cylindrica ingår i släktet Hatiora och familjen kaktusväxter. Inga underarter finns listade i Catalogue of Life.